# Atrobucca antonbruun
Atrobucca antonbruun är en fiskart som beskrevs av Sasaki, 1995. Atrobucca antonbruun ingår i släktet Atrobucca och familjen havsgösfiskar. Inga underarter finns listade.